# Junioren-Badmintonpanamerikameisterschaft 2023
Die Junioren-Badmintonpanamerikameisterschaft 2023 fand vom 17. bis zum 21. Juli 2023 in Lima statt.

## Medaillengewinner U13
| Disziplin    | Gold                          | Silber                  | Bronze                            |
| ------------ | ----------------------------- | ----------------------- | --------------------------------- |
| Herreneinzel | Rithik Rasamsetti             | Terence Cai             | Seth Li                           |
| Herreneinzel | Rithik Rasamsetti             | Terence Cai             | Jacob Zhou                        |
| Dameneinzel  | Joanne Li                     | Kimaya Krishna          | Tvisha Modi                       |
| Dameneinzel  | Joanne Li                     | Kimaya Krishna          | Sophia Sun                        |
| Herrendoppel | Seth Li Rithik Rasamsetti     | Terence Cai Jacob Zhou  | Edison Ming Yi Li Ziming Max Wang |
| Herrendoppel | Seth Li Rithik Rasamsetti     | Terence Cai Jacob Zhou  | Ben Kai Wang Aris Zhu             |
| Damendoppel  | Kimaya Krishna Joanne Li      | Vivian Feng Tvisha Modi | Spring Guo Sarah Liu              |
| Damendoppel  | Kimaya Krishna Joanne Li      | Vivian Feng Tvisha Modi | Abigail Lam Chloe Li              |
| Mixed        | Rithik Rasamsetti Tvisha Modi | Terence Cai Joanne Li   | Seth Li Kimaya Krishna            |
| Mixed        | Rithik Rasamsetti Tvisha Modi | Terence Cai Joanne Li   | Cayden Wang Renee Leung           |

## Medaillengewinner U15
| Disziplin    | Gold                                           | Silber                            | Bronze                               |
| ------------ | ---------------------------------------------- | --------------------------------- | ------------------------------------ |
| Herreneinzel | Evan Liu                                       | Max Zhang                         | Abhi Ram Mandanapu                   |
| Herreneinzel | Evan Liu                                       | Max Zhang                         | Daniel Seungchan Park                |
| Dameneinzel  | Micah Henares Cruz                             | Brianna Yu-Qian Lee               | Sophia Jia                           |
| Dameneinzel  | Micah Henares Cruz                             | Brianna Yu-Qian Lee               | Annie Meng                           |
| Herrendoppel | Arush Shyam Chitgopkar Abhi Ram Mandanapu      | Evan Liu Justin Xia               | Shaurya Gullaiya Kevin Yang          |
| Herrendoppel | Arush Shyam Chitgopkar Abhi Ram Mandanapu      | Evan Liu Justin Xia               | Fernando Martinez Rodrigo Sánchez    |
| Damendoppel  | Micah Henares Cruz Brianna Yu-Qian Lee         | Zoey Tan Cassidy Yeh              | Olivia Gao Sylvia Yuqing Mei         |
| Damendoppel  | Micah Henares Cruz Brianna Yu-Qian Lee         | Zoey Tan Cassidy Yeh              | Susanna Wang Fulgencia Simmons Zhang |
| Mixed        | Shriyans Ankith Bhagavatula Micah Henares Cruz | Arush Shyam Chitgopkar Sophia Jia | Evan Liu Cassidy Yeh                 |
| Mixed        | Shriyans Ankith Bhagavatula Micah Henares Cruz | Arush Shyam Chitgopkar Sophia Jia | Justin Xia Lydia Chao                |

## Medaillengewinner U17
| Disziplin    | Gold                            | Silber                     | Bronze                                                  |
| ------------ | ------------------------------- | -------------------------- | ------------------------------------------------------- |
| Herreneinzel | Asher Bedi                      | Jay Chun                   | Zicheng Xu                                              |
| Herreneinzel | Asher Bedi                      | Jay Chun                   | Matthew Yu                                              |
| Dameneinzel  | Emma Meng                       | Mengyao Tian               | Audrey Chang                                            |
| Dameneinzel  | Emma Meng                       | Mengyao Tian               | Katie Lau                                               |
| Herrendoppel | Anderson Lin William Ye         | Liam Zhang Rongpeng Zhou   | Oliver Chen Matthew Yu                                  |
| Herrendoppel | Anderson Lin William Ye         | Liam Zhang Rongpeng Zhou   | Jay Chun David Zuo                                      |
| Damendoppel  | Mengyao Tian Kaylee Sichen Wang | Katie Lau Lyric Su         | Rafaela Castañeda Quintanilla Taisia Kasianov Kasianova |
| Damendoppel  | Mengyao Tian Kaylee Sichen Wang | Katie Lau Lyric Su         | Leticia Andres Eduarda Dias Prates                      |
| Mixed        | Rongpeng Zhou Emma Meng         | Arden Quan Lee Yaorui Shan | Jun Heng Lai Jasmine Yeung                              |
| Mixed        | Rongpeng Zhou Emma Meng         | Arden Quan Lee Yaorui Shan | Rocky Yang Nicole Krawczyk                              |

## Medaillengewinner U19
| Disziplin    | Gold                   | Silber                   | Bronze                                    |
| ------------ | ---------------------- | ------------------------ | ----------------------------------------- |
| Herreneinzel | Ryan Ma                | Garret Tan               | Timothy Lock                              |
| Herreneinzel | Ryan Ma                | Garret Tan               | Anderson Lin                              |
| Dameneinzel  | Veronica Yang          | Ella Lin                 | Alena Yu                                  |
| Dameneinzel  | Veronica Yang          | Ella Lin                 | Nicole Krawczyk                           |
| Herrendoppel | Isaac Yang Weslie Chen | Kevin Wang Timothy Lock  | Kalei Kuan-Veng Kuong Saul Andrade Yanque |
| Herrendoppel | Isaac Yang Weslie Chen | Kevin Wang Timothy Lock  | Gonzalo Castillo Jose Rendon Chirinos     |
| Damendoppel  | Chloe Ho Ella Lin      | Joline Siu Veronica Yang | Emily Xia Jasmine Shi                     |
| Damendoppel  | Chloe Ho Ella Lin      | Joline Siu Veronica Yang | Alena Yu Joanna Xu                        |
| Mixed        | Ryan Ma Veronica Yang  | Arthur Lee Chloe Ho      | Kai Chong Stella Pan                      |
| Mixed        | Ryan Ma Veronica Yang  | Arthur Lee Chloe Ho      | Samuel Wales Li Joline Siu                |